# Charaxes nichetes
Charaxes nichetes är en fjärilsart som beskrevs av Grose-smith 1883. Charaxes nichetes ingår i släktet Charaxes och familjen praktfjärilar. Inga underarter finns listade i Catalogue of Life.

## Bildgalleri

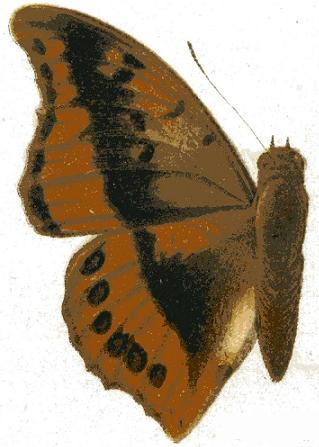
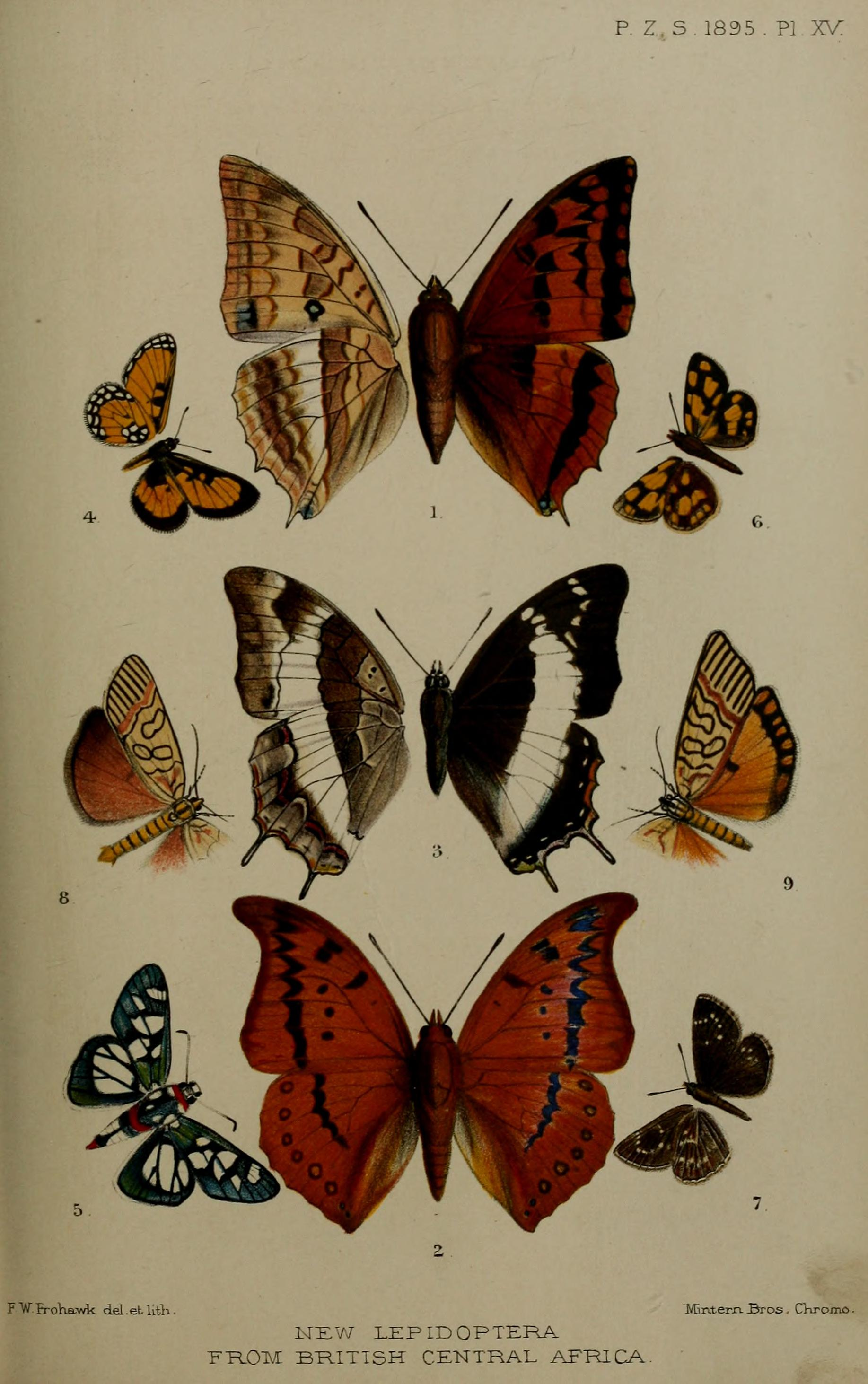